# Liste der Bürgermeister von Albstadt
Diese Liste führt die Stadtvorstände von Albstadt in Baden-Württemberg und der ehemals selbständigen Gemeinden, die im Rahmen der Gebietsreform 1975 zur damals neu gebildeten Stadt Albstadt vereinigt wurden, auf. Dies sind Ebingen, Tailfingen, Onstmettingen, Truchtelfingen, Pfeffingen, Lautlingen, Laufen an der Eyach, Margrethausen und Burgfelden. Die Amtsbezeichnungen (Schultheiß, Amtmann, Oberamtmann, Stadtschultheiß, Bürgermeister und Oberbürgermeister) wechselten im Lauf der Zeiten, ebenso die jeweiligen Amtsbefugnisse.

## Bürgermeister von Albstadt
Folgende Personen waren Bürgermeister von Albstadt:
- 1975 bis 1991: Hans Pfarr (CDU), Oberbürgermeister
- 1991 bis 1999: Hans-Martin Haller (SPD), Oberbürgermeister
- 1999 bis 2015: Jürgen Gneveckow (CDU), Oberbürgermeister
- 2015 bis 2023: Klaus Konzelmann (Freie Wähler), Oberbürgermeister
- seit 2023: Roland Tralmer (CDU), Oberbürgermeister

## Bürgermeister der Altgemeinden bis 1975

### Ebingen
Schultheißen
- um 1325: Albrecht der Schultheiß
- 1328: Aebli der Schultheiß
- 1341 bis 1361: Aebli Matz
- 1374 bis 1376: Hans von Meßstetten
- 1381: Konrad Schultheiß
- 1400 bis 1410: Konrad Matz
- 1417 bis 1418: Claus Loner
- 1444 bis 1445: Auberlin Cuoman
- 1448: Hans Kaufmann
- 1456 bis 1459: Renhard von Melchingen (Vogt)
- 1462 bis 1483: Heinrich Plücklin
- 1483 bis 1498: Dieterlin Rieber
- 1503 bis 1512: Heinrich Ziegler
- 1521 bis 1543: Hans Baur
- 1535 bis 1549: Kaspar Rieber
- 1549 bis 1575: Stefan Genkinger
- 1579 bis 1583: Karl Ziegler
- 1583 bis 1590: Ludwig Riepp
- 1590 bis 1596: Melchior Ecker
- 1596 bis 1598: Jakob Demler
- 1598 bis 1606: Melchior Ecker
- 1606: Matthäus Balinger
- 1606 bis 1615: Christoph Gess
- 1615 bis 1620: Christoph Haueisen
- 1620 bis 1627: Adam Schnurm
- 1627 bis 1635: Cornelius Keller
- 1635 bis 1648: Ludwig Messner
- 1648 bis 1659: Johann Stierlen

Amtmänner
- 1659 bis 1664: Johann Konrad Knoll
- 1664 bis 1669: Christoph Faber
- 1669 bis 1670: Johann Pistorius
- 1670 bis 1677: Johann Cornelius Krimmel
- 1677 bis 1679: Friedrich Hafenreffer
- 1679 bis 1683: August Christmann
- 1683 bis 1692: Chr.v.Uppach gen.Erckh
- 1692 bis 1701: Theodor Hock
- 1701 bis 1712: Johann Elias Mergilet
- 1712 bis 1732: Johann Jakob Weber
- 1732 bis 1751: Friedrich Christoph Geyer
- 1751 bis 1759: Johann Rudolf Andler d. Ä.

Oberamtmänner
- 1759 bis 1787: Johann Rudolf Andler d. Ä.
- 1787 bis 1795: Johann Rudolf Andler d. J.
- 1795 bis 1807: Johann Christoph Betulius
- 1811 bis 1817: Christian Andreas Hallwachs
- 1817 bis 1818: Gußmann, Amtsverweser
- 1819 bis 1822: Georg Philipp Kauffmann

Stadtschultheißen
- 1822 bis 1835: Johann Jakob Wohnhas
- 1835 bis 1837: Lang, Amtsverweser
- 1837 bis 1848: Johannes Grotz
- 1848 bis 1852: Daniel Ludwig Glanz
- 1853 bis 1856: Christian Kirchner
- 1856 bis 1909: Johannes Hartmann
- 1909 bis 1934: August Spanagel

Bürgermeister und Oberbürgermeister
- 1934 bis 1944: Emil Hayer
- 1944 bis 1945: Eugen Rilling
- 1945: Emil Hayer
- 1945 bis 1946: Albert Walker (1878–1963), Vermessungsrat, 1933 von den Nationalsozialisten als  Mitglied einer liberalen Partei entlassen[1]
- 1946 bis 1948: Fridolin Reiber
- 1948 bis 1960: Walther Groz
- 1961 bis 1974: Hans Hoss

### Tailfingen
- um 1525: Konrad Bichter
- um 1603: Ulrich Koch
- um 1605: Jörg Schöller
- 1646 bis 1659: Ludwig Merz
- 1659 bis 1689: Hans Conzelmann d. Ä. und Ludwig Feyrer
- 1659 bis 1693: Hans Conzelmann d. J.
- 1693 bis 1713: Hans Bitzer
- 1713 bis 1746: Balthasar Bitzer
- 1746 bis 1765: Jakob Maute d. Ä.
- 1765 bis 1775: Jakob Maute d. J.
- 1775 bis 1802: Gottlieb Maute
- 1802 bis 1816: Andreas Bitzer
- 1816 bis 1845: Johannes Blickle
- 1846 bis 1857: Konrad Bizer
- 1857 bis 1871: Johannes Maute
- 1871 bis 1895: Johann Martin Schmid
- 1895 bis 1905: Johann Jakob Alber
- 1905 bis 1911: Wilhelm Bauer
- 1911 bis 1921: Wilhelm Hufnagel
- 1921 bis 1936: Gottlob Höfel
- 1936 bis 1941: Eugen Maurer
- 1941 bis 1945: Robert Ammann, Amtsverweser
- 1945 bis 1946: Reinhold Gonser
- 1946 bis 1966: Hermann Schöller
- 1966 bis 1974: Horst Kiesecker (SPD)

### Onstmettingen
- erwähnt 1577 und 1588: Melchior Benk
- erwähnt 1589: Michael Peurlin
- erwähnt 1593: Stephan Genkinger
- erwähnt 1601: Gregor Schöll
- erwähnt 1610: Benedikt Zölling
- erwähnt 1620: Neumeyer
- 1626 bis 1627: Hans Menz
- erwähnt 1631: Wilhelm Schneider
- erwähnt 1643: Hans Hinny
- erwähnt 1687: Ludwig Boss
- gestorben 1702: Jakob Conzelmann
- gestorben 1714: Ludwig Boss
- gestorben 1745: Thomas Haasis
- gestorben 1763: Friedrich Boss
- gestorben 1807: Michael Haasis
- gestorben 1815: Johannes Boss
- erwähnt 1842 und 1845: Jakob Christian David Kern
- erwähnt 1843 und 1844: Michael Raster
- 1844 bis 1861: Gottfried Sauter
- 1861 bis 1863: Michael Alber
- 1864 bis 1884: Karl Alber
- 1884: Johannes Metzger
- 1884 bis 1914: Gottfried Alber
- 1914 bis 1921: Schumacher
- 1922 bis 1927: Bayer
- 1927 bis 1934: Schmalzried
- 1934 bis 1943: Seeber
- 1943 bis 1945: Karl Schneider
- 1945 bis 1948: Paul Jetter
- 1948 bis 1974: Erich Bauer

### Truchtelfingen
- erwähnt 1581 bis 1605: Konrad Bieg (Brück)
- erwähnt 1609 bis 1611: Hans Schick
- 1612 bis 1635: Jakob Baumann
- 1636 bis 1642: Michael Scheurer
- 1642 bis 1674: Jakob Lang d. Ä.
- 1674 bis 1704: Jakob Lang d. J.
- 1704 bis 1731: Hans Stoll
- 1731 bis 1754: Hans Conzelmann
- 1755 bis 1764: Hansjörg Müller
- 1764 bis 1774: Johannes Stoll
- 1774 bis 1795: Johannes Schick
- 1795 bis 1814: Jakob Lorch
- 1814 bis 1828: Johann Georg Bosch
- 1828 bis 1855: Johann Martin Müller
- 1855 bis 1871: Johann Martin Haasis
- 1871 bis 1898: Wilhelm Friedrich Müller
- 1898 bis 1919: Wilhelm Feeser
- 1920 bis 1927: Reinhold Schick
- 1927 bis 1933: Hans Lieber

1933 erfolgte die Eingemeindung nach Tailfingen.

### Pfeffingen
- erwähnt 1544 und 1545: Caspar Kieser
- erwähnt 1560 und 1564: Matthis Haug
- erwähnt 1602: Jerg Much
- erwähnt 1604 und 1606: Marx Haasis
- erwähnt 1621: Christian Stotz
- erwähnt 1629: Oswald Haasis
- 1647 bis 1661: Johannes Maute
- erwähnt 1661 und 1662 bis 1673: Hans Ast
- 1673 bis 1692: Stefan Fischer
- erwähnt 1699: Andreas Fischer
- erwähnt 1706 und 1719: Christian Stotz
- erwähnt 1734 bis 1744: Martin Koch
- 1752 bis 1767: Ludwig Maute
- 1767 bis 1795: Andreas Eisele
- 1795 bis 1826: Johannes Hauser
- 1919: Karl Jerg
- 1919 bis 1922: Ernst Feiß
- 1922 bis 1924: Erwin Metz
- 1924 bis 1946: Johannes Maier
- 1946 bis 1948: Wilhelm Haasis
- 1949 bis 1967: Wilhelm Schneider
- 1967 bis 1974: Manfred Haasis

### Lautlingen
- erwähnt 1542: Konrad Stauß, Vogt
- erwähnt 1619: Johann Georg Miller Westerstettischer Kastvogt
- erwähnt 1623–1627: Michael Langenstein Dorfpfleger und Vogt
- erwähnt 1627: Lucas Koch Obervogt
- erwähnt 1633: Elias Ziegler Dorfvogt
- erwähnt 1672: Georg Mayer Dorfvogt
- erwähnt 1678: Konrad Kramer alt und Martin Irslinger Schultheißen
- erwähnt 1699 bis 1713: Hans Mayer
- erwähnt 1710: Christian Amadeus Eberlein Vogt
- erwähnt 1714: Michael Schmid
- erwähnt 1781: Dyonis Kramer Schultheiß
- erwähnt 1807/08: Anton Leipold Schultheiß
- 1809 bis 1822: Franz Maute
- 1822 bis 1839: Karl Oßwald
- 1830 bis 1854: Joachim Nufer
- 1854 bis 1870: Franz Harm
- 1870 bis 1908: Raimund Müller
- 1908 bis 1922: Franz Mayer
- 1922 bis 1936: Karl Kurz
- 1937 bis 1945: Rudolf Stumpp
- 1945 bis 1946: German Götz
- 1946 bis 1949: Johannes Urbanowsky
- 1949 bis 1967: Daniel Osswald
- 1967 bis 1972: Rudolf Forcher

Ab dem 1. April 1972 tritt, bedingt durch die Eingemeindung nach Ebingen, an die Stelle des hauptamtlichen Bürgermeisters der ehrenamtliche Ortsvorsteher.

### Laufen an der Eyach
- 1918 bis 1946: Martin König
- 1946: Karl Stotz
- 1946 bis 1973: Hans Herter

### Margrethausen
- 1925 bis 1945: Klemens Schaut
- 1945 bis 1948: Jakob Leibold
- 1948 bis 1971: Gregor Götz

### Burgfelden
- 1602 bis 1603: Auberlin Koch
- 1627 bis 1675: Martin Herter
- 1675 bis 1680: Hans Herter
- 1680 bis 1692: Martin Wizemann
- erwähnt 1706 bis 1731: Hans Maute
- 1732 bis 1748: Ludwig Maute
- 1748 bis 1790: Johann Jakob Eppler
- 1791 bis 1796: Christian Hauser
- 1797 bis 1805: Johannes Eppler
- 1870 bis 1922: Johann Martin Lang
- 1922 bis 1940: Heinrich Egle
- 1940 bis 1941: Otto Maier
- 1941 bis 1946: Burgfelden wird von Pfeffingen mitverwaltet
- 1946 bis 1971: Hermann Schatz

1971 Eingemeindung nach Pfeffingen